# Shaft (film, 2000)
A Shaft (eredeti cím: Shaft)  2000-ben bemutatott bűnügyi akciófilm John Singleton rendezésében. Az 1971-es azonos című film feldolgozása. A főbb szerepekben Samuel L. Jackson és Christian Bale látható. Richard Roundtree, az 1971-es film címszereplője John Shaft nagybátyjaként tűnik fel.

## Cselekmény
John Shaft (ejtsd: seft) afroamerikai rendőrnyomozó New Yorkban. Egy fekete férfi, Trey Howard elleni brutális támadás helyszínére érkezik egy előkelő bár elé. A bárban a pultnál dolgozó fehér-amerikai pincérnő, Diane Palmieri a szemével egy fehér-amerikai férfi felé int, aki a pultnál iszogat. Ifjabb Walter Wade gazdag építési vállalkozó fia, aki nem tud elszámolni arról, hogy ujjai mitől lettek véresek. A pincérnő arca is véres, de azt mondja, hogy nem látott semmit. Ellenben beszámol róla, hogy Wade több alkalommal rasszista megjegyzéseket tett az áldozatra. Mire Shaft alaposabban ki akarja faggatni, a nő eltűnik. Shaft letartóztatja Wade-et, aki az áldozat haláltusáján viccelődik, mire Shaft kétszer orrba vágja.
Wade-et a bíróság 200 ezer dollár óvadék fejben szabadon engedi (ehhez hozzájárult, hogy Shaft betörte Wade orrát), mire ő Svájcba menekül, ahonnan felhívja Shaftet.
Két év telik el. Shaft fülest kap, hogy Wade visszatér az országba. Amikor kiszáll a magánrepülőgépből, Shaft letartóztatja és őrizetbe veszi. Átmeneti fogvatartása alatt Wade találkozik a fekete Peoples Hernandez dominikai drogbáróval. A bíróság ismét szabadon engedi Wade-et (ezúttal egymillió dollár óvadék fejében, amit Wade apja könnyedén kifizet). A tárgyalás végén Shaft elhajítja a jelvényét, ami a bíró mögötti faburkolatba fúródik. Shaft kilép a rendőrségtől az ítélet miatti csalódásában. Nagybátyja rá akarja beszélni, hogy lépjen be hozzá a magánnyomozói irodájába, de Shaft azt mondja, hogy ezt az ügyet előbb le akarja zárni.
Wade szeretné megtalálni a tanút, a pincérnőt, és örökre elhallgattatni, ezért elmegy Peoples-hoz, hogy felbérelje a gyilkosságra. Kiderül, hogy Wade nem rendelkezik készpénzzel, hanem elhunyt anyja ékszereit akarja odaadni, amik értéke körülbelül 40 ezer dollár. Peoples nem fogadja el az ékszereket, készpénzt akar, ezért Wade egy ékszerészhez megy, és eladja neki az ékszereket. Azonban innen elmenőben rablótámadás éri, két álarcos férfi kirabolja, és elveszik a pénzt tartalmazó táskáját. A két rabló egyike Shaft, a másik egy fehér kollégája. Shaft a pénzzel teli táskát két volt rendőrkolléga kocsijának ülése alá teszi.
A pincérnőt Shaft is szeretné megtalálni, de a nő anyja több ízben letagadja, hogy tudna a lánya hollétéről. Peoples két rendőrnyomozót „állít rá” a nő megkeresésére és tízezer dollár jutalmat ígér nekik. Wade visszamegy Peoples-hoz azzal a hírrel, hogy nincs meg a pénz, mert útközben kirabolták. Peoples azt javasolja neki, hogy ha nem tud fizetni, akkor dolgozzon neki és terjesszen drogot azon az előkelő környéken, ahol mozog (ahova Peoples nem tud behatolni, mint terjesztő). Wade ezt durván elutasítja.
Shaft folytatja a pincérnő keresését, amiben volt rendőrkollégái információkkal, a fekete Carmen Vasquez nyomozó és a fekete Rasaan taxis pedig tevőlegesen is segíti.
Shaft és Carmen észreveszik, hogy két nyomozó követi őket: a fehér Jack Roselli és a fekete Jimmy Groves. Shaft úgy intézi, hogy amikor a két rendőr és Peoples találkoznak, Rasaan felhívja Peoples-t, és azt mondja neki, hogy a pénz a rendőrök ülése alatt van. Peoples meg is találja a pénzt, és majdnem elintézi a rendőröket, de egyik embere észreveszi Shaft kocsiját, amint éppen távozik, így rájönnek, hogy ő akarta őket egymásnak ugrasztani.
Shaft megtalálja Diane-t, a pincérnőt egy kertes házban. A nő elmondja neki, hogy százezer dollárt adott neki Wade, hogy hallgasson, de azóta rémálom az élete. Hamarosan lövöldözés tör ki, mert megtalálják őket Peoples emberei. A lövöldözésben Shaft egy csomó gengsztert megöl, köztük Peoples öccsét is, amiért Peoples vérbosszút esküszik és a saját mellkasát is megszurkálja. Shaft, Diane, Rasaan, és Diane fivére elmenekülnek Rasaan koszos lakásába, de Peoples Roselli és Groves révén itt is megtalálja őket.
Újabb tűzharc veszi kezdetét, amiben Roselli és Groves is meghal, miután lelövik Carment (akin golyóálló mellény volt, ezért nem hal meg).
Shaft és a többiek újból menekülni kezdenek. Peoples őrült módjára beléjük rohan a kocsijával, és felborulnak. Mire Shaft kimászik a kocsiból, Peoples egy kést tart a pincérnő nyakához, amivel többször megkarcolja, hogy vérezni kezd. Shaft leteszi a pisztolyát és a dzsekijét, és azt javasolja, hogy küzdjenek meg puszta kézzel, csak engedje el a nőt. Peoples így is tesz és a háta mögé dobja a kést. Azonban a következő pillanatban mindketten előrántanak egy addig rejtett fegyvert és egymásra lőnek. Shaft a gyorsabb, Peoples meghal.
Elérkezik Wade újabb tárgyalásának napja. Diana nagyon fél Wade-től, de megígéri, hogy tanúskodni fog. Wade mosolyogva száll ki a limuzinjából, de arcára fagy a mosoly, amikor meglátja Diane-t (egy visszajátszásból megtudjuk, hogy Diane az utcán dohányzott, amikor Wade brutálisan leütötte a fekete férfit. Wade átjött hozzá, és megfenyegette, ekkor lett véres Diane arca). Mielőtt azonban a tárgyalás megkezdődne, az áldozat, Trey anyja, a fekete Carla Howard egy kis kaliberű pisztolyból több lövéssel lelövi Wade-et, majd megadja magát.
A rendőrőrszobán Shaft elmondja Carmennek, hogy magánnyomozó lesz és ha van kedve, dolgozhatnának együtt. Egy fekete nő érkezik az őrszobára és Shaftet keresi, de ő elmondja neki, hogy már nem dolgozik ott. A nő elmondja, hogy a "barátja" bántalmazta. Amikor leveszi a napszemüvegét és láthatóak lesznek a bántalmazás nyomai, Shaft mégis elvállalja az ügyet.

## Szereplők
| Karakter                                | Színész                   | Magyar hang     |
| --------------------------------------- | ------------------------- | --------------- |
| John Shaft                              | Samuel L. Jackson         | Gáti Oszkár     |
| Carmen Vasquez                          | Vanessa Williams          | Árkosi Kati     |
| Peoples Hernandez                       | Jeffrey Wright            | Háda János      |
| Walter Wade, Jr.                        | Christian Bale            | Csankó Zoltán   |
| Rasaan                                  | Busta Rhymes              | László Zsolt    |
| Jack Roselli                            | Dan Hedaya                | Gruber Hugó     |
| Diane Palmieri                          | Toni Collette             | Spilák Klára    |
| John Shaft nagybátyja                   | Richard Roundtree         | Horányi László  |
| Jimmy Groves                            | Ruben Santiago-Hudson     | Kerekes József  |
| Curt Flemming                           | Josef Sommer              | Szokolay Ottó   |
| Carla Howard                            | Lynne Thigpen             | Erdélyi Mari    |
| Walter Wade, Sr.                        | Philip Bosco              | Horkai János    |
| Tiszteletre méltó Dennis Bradford       | Pat Hingle                | Vizy György     |
| Luger                                   | Lee Tergesen              | Juhász György   |
| Kearney hadnagy                         | Daniel von Bargen         | Bácskai János   |
| Lucifer                                 | Francisco 'Coqui' Taveras | Kapácsy Miklós  |
| Alice                                   | Sonja Sohn                | Keönch Anna     |
| Cromartie hadnagy                       | Peter McRobbie            | Izsóf Vilmos    |
| Harrison Loeb                           | Zach Grenier              |                 |
| Frank Palmieri                          | Richard Cocchiaro         | F. Nagy Zoltán  |
| Mike Palmieri                           | Ron Castellano            | Sótonyi Gábor   |
| Big Raymond                             | Freddie Ricks             | Megyeri János   |
| Csökönyös férfi                         | Sixto Ramos               |                 |
| Tattoo                                  | Andre Royo                | Katona Zoltán   |
| Dominikai                               | Richard Barboza           | Hujber Ferenc   |
| Trey Howard                             | Mekhi Phifer              | Tóth Roland     |
| Cornbread                               | Gano Grills               |                 |
| Ivy                                     | Catherine Kellner         | Oroszlán Szonja |
| Egyenruhás őrmester                     | Philip Rudolph            |                 |
| Mrs. Ann Palmieri                       | Angela Pietropinto        | Bessenyei Emma  |
| Hector Torres helyettes kerületi ügyész | Joe Quintero              | Damu Roland     |
| Terry                                   | Lanette Ware              |                 |
| Leon                                    | Stu 'Large' Riley         | Hajdu István    |
| Andrew Nicoli kerületi ügyész           | Mark Zeisler              |                 |
| Golem                                   | Capital Jay               |                 |
| Malik                                   | Bonz Malone               | Bódy Gergely    |
| Trey barátja                            | Elizabeth Banks           |                 |
| Lamont                                  | Lawrence Taylor           | Faragó András   |
| Mr. P                                   | Isaac Hayes               |                 |
| Repülőajtó-nyitó                        | Doug Hutchison            |                 |
| Council őrmester                        | Gloria Reuben             | Kocsis Mariann  |

Az 1971-es Shaft rendezője, Gordon Parks cameoszerepben jelenik meg a Lenox Lounge partin mint „Mr. P”.

## A film készítése
A filmet New Yorkban és New Jerseyben forgatták.

## Fogadtatás

### Bevételi adatok
A 2000. június 16-i bemutató hetében a bevételi lista első helyére került 21 714 757 dollár bevétellel. A vetítések befejeztével országosan 70 334 258 dollár, külföldön 107 196 498 dollár bevételt ért el.

### Kritikai visszhang
A filmkritikusok véleményét összegző Rotten Tomatoes 68%-ra értékelte 110 vélemény alapján.
A súlyozott átlagot számító Metacritic 50/100-ra értékelte.

## Házimozi-megjelenés
DVD-n 2000. december 12-én adták ki.

## Fordítás
- Ez a szócikk részben vagy egészben  a   Shaft (2000 film) című angol Wikipédia-szócikk fordításán alapul.  Az eredeti cikk szerkesztőit annak laptörténete sorolja fel. Ez a jelzés csupán a megfogalmazás eredetét és a szerzői jogokat jelzi, nem szolgál a cikkben szereplő információk forrásmegjelöléseként.